# Robert Lansing (színművész)
Robert Lansing (eredeti nevén Robert Howell Brown) (San Diego, Kalifornia, 1928. június 5. – New York, 1994. október 23.) amerikai színész.

## Élete

### Ifjúkora
Lansing San Diegóban, Kaliforniában született. Születését követően a család elköltözött Kaliforniából, mivel bőrdíszműves szakmával rendelkező apja, nem talált állást. Munkalehetőséget ezt követően a szomszédos Nevada államban talált, így valójában innen indult Lansing karrierje. Gyermekkorában visszahúzódó, csendes, ám annál értelmesebb gyermekként ismerte meg környezete. Már fiatal korában is rajongott a színészetért, így 13 évesen már elhatározott volt, a színészi pályát illetően. Eltökéltségét siker koronázta: 19 évesen felvételt nyert a Carson Cityben található színész főiskolára. Itt bontakozhatott ki tehetsége, aminek köszönhetően az elsődleges botlások után színészi pályája töretlenül ívelt felfelé.
Igazán ismert filmszerepei csak később következhettek, kezdve a Namu, a gyilkos bálna című filmben nyújtott felejthetetlen alakításával.
Lansing két évet szolgált az Egyesült Államok hadseregében, Osakában (Japánban) állomásozott, ahol az Haderő Rádiójánál szolgált. 
Lansinget több szál fűzte Európához, ám ő maga csak egy alkalommal járt az Öreg-kontintensen. Állítása szerint magyar felmenőkkel is rendelkezett, anyai nagyapja Kordos Ignác tímár volt, aki az 1800-as évek közepén vándorolt ki Amerikába. 

### Színészi karrier
Legismertebb szerepe az 1966-os Namu, a gyilkos bálna című filmből Hank Donner óceánkutató.

### Családja
Lansing megnősült, s házasságából fia született, Orin Lansing (1957-2009), majd első feleségétől a szintén színész Emily McLaughlintől elvált, ahogyan következő feleségétől. Végül utolsó felesége Anne Pivar mellett maradt haláláig.
Lansing erős dohányos volt, halálát rák okozta, 1994-ben, 66 évesen.

### Halála
1994. október 23-án halt meg, 66 évesen.

## Érdekességek
Életének utolsó szakaszában, a 80-as években talált rá a családi szakmára, azonban apjával ellentétben a bőrdíszművesség csak mellékes időtöltésként szerepelt az életében.
Elmondása szerint a híres Hank Donner alakítást nagybátyjáról mintázta, aki a tudomány hasonló területén tevékenykedett.

## Filmográfia
| Év   | Cím                             | Eredeti cím                   | Szerep         |
| ---- | ------------------------------- | ----------------------------- | -------------- |
| 1993 | Kung fu – A legenda folytatódik | Kung Fu: The Legend Continues | Paul Blaisdell |
| 1980 | Élet a Mississippin             | Life on the Mississippi       | Horace Bixby   |
| 1977 | Hangyabirodalom                 | Empire of the Ants            | Dan Stokely    |
| 1976 | Tiltott szerelem                | Bittersweet Love              | Howard         |
| 1966 | Namu, a gyilkos bálna           | Namu, the Killer Whale        | Hank Donner    |